# Vera Wang
Vera Ellen Wang (Nueva York, 27 de junio de 1949) es una diseñadora de moda estadounidense. Adquirió reconocimiento mundial por su colección de vestidos de novia.

## Trayectoria
Vera Wang fue criada por una adinerada familia de origen chino, acudió a la escuela privada de niñas Chapin en Manhattan y posteriormente a La Sorbona en Francia. En la Facultad de Bellas Artes Sarah Lawrence College recibió la licenciatura en Historia del Arte. Su madre a menudo la llevaba a desfiles de modas en París. Su padre inició y se hizo propietario de una empresa química.
En el año 1968, Vera compitió en campeonatos de patinaje artístico en Estados Unidos, incluso apareció en la sección "Rostros en la Multitud" de la edición de ese año de la revista Sports Illustrated. Cuando no consiguió entrar al equipo olímpico de Estados Unidos, ella ingresó a la industria de la moda.
Wang fue la editora de la revista de modas Vogue durante 16 años. En 1985, ella se retiró de Vogue luego de ser rechazada para el puesto de redactora jefe. Vera se unió a la marca Ralph Lauren como directora de diseño por dos años. En 1990, ella instaló su propio taller de diseño en el Carlyle Hotel de Nueva York. Vera Wang ha diseñado trajes para patinadoras artísticas, incluyendo Nancy Kerrigan y Michelle Kwan. También diseñó los trajes de novia de importantes celebridades: Mariah Carey, Jennifer López, Jessica Simpson, Avril Lavigne, Victoria Beckham, Jennifer Garner, Sharon Stone, Uma Thurman, Sophia Bush, Chelsea Victoria Clinton, Hilary Duff, Holly Hunter , las hermanas Khloé Kardashian y Kim Kardashian, Ariana Grande entre otras. Un atuendo que diseñó para la serie de televisión Buffy la cazavampiros apareció en el episodio "The Prom". Sarah Michelle Gellar, la actriz que interpretaba a Buffy, también usó uno de sus vestidos de novia para su boda con el actor Freddie Prinze, Jr.
Vera además fue la encargada de diseñar los uniformes de dos piezas usados por las cheerleaders del equipo de fútbol americano Philadelphia Eagles.
Wang ha expandido su marca a la industria de fragancias, joyería, anteojos, zapatos y utensilios de cocina. También escribió el libro "Vera Wang on Weddings" que fue lanzado al mercado en octubre de 2001. En el año 2002, Vera Wang comenzó a entrar al mercado de la moda casera. En junio de 2005, fue nombrada como Diseñadora de Ropa Femenina del Año por el CDFA (Council of the Fashion Designers of America). El 27 de mayo de 2006, Vera fue galardonada con el premio André Leon Talley Lifetime Achievement Award del Colegio de Arte y Diseño de Savannah. El 24 de agosto de 2006, la tienda de departamentos Kohl's anunció que vendería ropa, accesorios, calzado y linos diseñados por Wang.
Wang junto a su ex-marido, Arthur Becker, del que se separó en 2012, adoptó a dos hijas, Cecilia (nacida en 1990) y Josephine (1993), quienes acuden también a The Chapin School. Arthur es el gerente de una empresa de servicios tecnológicos denominada Navisite. Ambos tenían una casa de descanso en Pound Ridge, New York, ciudad donde el hermano de Vera posee el club de golf Pound Ridge.
Vera apareció como jurado en la tercera temporada del reality show Project Runway en 2007, ese mismo año también participó en una campaña publicitaria de la marca Hewlett-Packard, junto a otras celebridades como el cantante Bono, el rapero Jay-Z, la supermodelo Petra Nemcova, la tenista Serena Williams y el escritor brasileño Paulo Coelho. Diseñó el vestido de la cantante Ariana Grande para el Met gala 2018 recibiendo este el segundo lugar en la lista de mejores vestidos de dicha gala por Harper's bazaar.
Sus escasas boutiques se encuentran en Nueva York, Boston, Beverly Hills y Waikiki.